# Blair Mountain (Garfield County, Colorado)
Der Blair Mountain ist mit 3495 m der höchste Gipfel des White River Plateau in den Rocky Mountains. Der Gipfel befindet sich im White River National Forest, 28,2 km nördlich der Stadt Glenwood Springs im Garfield County, Colorado, USA.

## Umland
Das Land um den Blair Mountain ist größtenteils hügelig. Es gibt nur eine minimale Bevölkerung. Pro Quadratkilometer leben etwa zwei Personen. Es gibt viel Gras.

## Klima
Die Durchschnittstemperatur beträgt −2 °C. Der wärmste Monat ist der Juli mit 14 °C und der kälteste Januar mit −16 °C. Die durchschnittliche Niederschlagsmenge beträgt 527 Millimeter pro Jahr. Der feuchteste Monat ist der September mit 72 Millimeter Regen.

## Namen
Der Berg wurde früher auch Bald, Bald Mountain oder Baldy genannt. Seit 1928 heißt er Blair Mountain.